# 芝田美沙
芝田 美沙（しばた みさ、1989年8月19日 - ）は、日本の元タレント・女優・アイドル。大阪府堺市出身。ノーザンライト・プロに所属していた。2008年6月、女性アイドルユニット・マリードール (MarryDoll) にMisaとして加入し、2013年4月の解散後は、芝田美沙として女優・タレントとして活動するが、2014年8月の舞台（演劇）を最後に芸能活動から引退した。

## 概要
- 2008年6月8日、女性アイドルユニット・マリードール (MarryDoll)にMisaとして加入。関西を中心としたライブ活動、楽曲制作の他、ラジオ・テレビ・街頭ビジョンなど多方面で活動。
- 2010年より東京での活動を本格的に開始。
- 2013年4月21日、マリードール解散。その後、芝田美沙に改名し、女優、タレント活動を行う。
- 2014年8月24日の舞台（演劇）を最後に芸能活動から引退したことを同年10月4日のブログで発表した[1]。
- 引退後は、かねてからの希望であったメディア制作の仕事[2] を行っている[3][4]。また、2015年9月には自身の結婚についてツイートしている[3][5]。

## 人物
- 愛称はみさのすけ。
- 性格は想像力豊かな本能的野生型自由人。
- 身長は158cm、体重は日々変化。
- 大阪学芸高等学校、ホスピタリティツーリズム専門学校大阪卒業。
- マリードール時代は、本能で動くマリードールの頭脳ともいえるメンバーと言われていた。イメージカラーはブルー。
- 趣味は散歩、映画鑑賞など。
- 特技は創作料理、バレエみたいなハイキックができること。
- 好きな食べ物はオムライス、カレーライス(特にインドカレー)など。嫌いな食べ物は納豆、茄子、バナナ、椎茸、オクラ、ブロッコリー、パイナップルなど多数あったが、体型改造とダイエットのために始めたヘルシー創作料理研究の結果、次々と克服し、現在は納豆以外は美味しく食べられるようになっている。逆に好物のカレーライスは封印中。
- 中学生の時に竹内結子主演のテレビドラマ『ランチの女王』に感銘を受け、その影響で料理に目覚める。以後オムライスの研究を続け、バターライスにデミグラスソース、薄巻き卵という理想のオムライス像を完成させる。現在は1日限定オムライス店『Misa's Kitchen』をプロデュースし、自らシェフとしても腕を振るう[6]。
- 韓国語、中国語が得意。「ハングル」能力検定試験3級を保持。過去に韓国語が得意ということで、韓国の音楽専門チャンネルMnet ・ フジテレビ系列とんねるずのみなさんのおかげでした ・ ホームドラマチャンネルなどの出演実績がある。
- 専門学校でホテル接客を学んでおり、ビジネスマナー検定、接遇検定、接客サービスマナー検定などの資格を保有している[7]。
- 小学生の時に参加したガールスカウトにて警察署発行の自転車免許も取得している。自転車技術が周りの小学生と比較してあまりにもテクニシャンだった為、通常のABC判定を超えるS判定の認定を受けた[7]。
- 自らを『ツイキャスアイドル』と称し、ライブ配信サービスツイキャスにて2012年6月下旬から2013年3月上旬までの約8ヶ月間、寝落ちなどで配信できない日を除いてほぼ毎日、ぶっちゃけトークから時には真面目な話まで、日々の徒然を語るライブ配信を行い続けた。視聴者数は徐々に増加し、2012年11月28日には瞬間最大閲覧者数ランキングで2位を獲得。新たなファン層の拡大につなげた。『毎晩ツイキャスやってます♪毎晩やるって決めたんです♪』が決め台詞[8]。
- 2013年4月にはウォーキング、食事制限、キックボクシングなどを取り入れた徹底したダイエットを敢行。1ヶ月程の期間で約10kgの減量と体形改造を成功させた。
- 趣味の一つである散歩では常人の想像をはるかに超える距離を歩き、周囲の人間を驚かせることもしばしば。主に公園など自然の多い散歩コースを好むが、仕事場への移動も積極的に徒歩で行い、都会のコンクリートジャングルの中も日々、闊歩している。
- 一人で思いつくままに見知らぬ土地に出かけることを好み、突発的、かつ衝動的に弾丸プチ旅行が敢行されることがある。これまでの主な行先は高尾山、鎌倉、韓国など。初めての韓国一人旅は、当時の所属事務所のマネージャーにも内緒で決行したため、相方の中吉涼子がマネージャーに対して美沙の不在理由を必死に取り繕った[注 1]。
- たまに無性に本が読みたくなる衝動にかられて書店に赴き、気になった本をまとめ買いして読みふけることがある[9]。

## 経歴

### 2008年
- 6月8日、 MarryDoll加入。
- 7月5日、「アイドルサイドを歩け!!〜Walk On The Idol Side〜」(Kiss-FM KOBE)、アメリカ村TVにて配信開始。
- 7月26日、主催イベント「MarryDoll -1周年&涼子生誕祭イベント-」開催。
- 8月10日、8月11日、「加護亜依◇復帰イベントin大阪」のオープニングアクトを務める。
- 9月20日、サードシングル『Honey☆Tune』を2タイトル同時発売。
- 11月30日、アイドルサイドを歩け!!のお出かけイベント〜アイアル学園祭でサウンドクルーを務める。

### 2009年
- 4月4日、MarryDollがレギュラーアシスタントを務める「アイドルスナイパー」がテレビ大阪にて放送開始。
- 4月17日、大阪道頓堀のトンボリステーションでラジカルビデオジョッキーのレギュラー始まる。
- 5月7日、ミューパラ特区（ABC朝日放送）で5月のエンディングテーマ曲に「大好きのヒミツ」が選ばれる。
- 5月13日、ミニアルバム『SWEET&SMILE』発売。
- 7月25日、ワンマンライブ「SWEET&SMILE」開催。大阪で300人集客。

### 2010年
- 2月、活動拠点を東京に移す。
- 5月21日、4thシングル『YES!存在証明!』発売。
- 8月7日、ワンマンライブ「REVRIMIT」開催。東京で350人を集客。
- 10月15日、「音エモン」（関西テレビ）金曜日のレギュラーに抜擢される。担当コーナー放送開始。
- 11月1日、徳島大学学園祭ライブに2年連続で出演。
- 12月3日、ワンマンライブ「音エモン PRESENTS マリードールハウス IN LIVE HOUSE クリスマススペシャル」開催。
- 12月5日、女子プロボクシングイベント「To the Future 〜未来へ〜Vol.08」（フュチュール主催）で行われる「WBA世界女子ミニマム級タイトルマッチ」サポーターズに就任。オープニングアクトとして出演し公式応援ソングを披露。ラウンドガールを務める。

### 2011年
- 2月5日、TSM卒業・進級制作展に出演。
- 2月9日、林田健司、伊秩弘将楽曲提供の両A面シングル『走れ！全力少女/強引YOUR WAY』発売。全国のタワーレコードで独占販売。iTunesで配信開始。
- 2月 - 3月、全国各地のタワーレコードにて新曲発売インストアイベント開催。
- 4月2日、「一緒に食べよ♪土曜日」と「見たい!出たい!作りたい!」（あっ!とおどろく放送局)のレギュラーメインMCに起用される。
- 7月14日、韓国の音楽専門チャンネルMnetで放送された『BOOM THE K-POP』出演。
- 8月20日、『真夏のぶち抜きオールナイトLIVE「角ROCK 2011」』松竹芸能 新宿角座にて漫才を披露。
- 8月21日、24時間テレビ、鳥取県米子市にて日本海テレビの生放送に出演。
- 8月25日、みょーちゃん劇団 第4回公演『華れみょなる一族』松竹芸能 新宿角座にて初舞台。
- 8月28日、女子プロボクシングイベント「To the Future 〜未来へ〜Vol.10」（フュチュール主催）でオープニングアクトとして出演し公式応援ソングを披露。ラウンドガールを務める。
- 9月22日、女子プロボクシングイベント「TO THE FUTURE 〜未来へ〜vol.11〜トリプル女子世界タイトルマッチ」（フュチュール主催）後楽園ホールでオープニングアクトとして出演し公式応援ソングを披露。ラウンドガールを務める。
- 10月6日、フジテレビ系列　『とんねるずのみなさんのおかげでした　豪華女優とまわるきたなトラン3本勝負！キタなすぎて！細かすぎて！面白すぎて！2時間半スペシャル』 細かすぎて伝わらないモノマネ選手権に出演。
- 11月3日、フジテレビ系列　『とんねるずのみなさんのおかげでした　細かすぎて伝わらないモノマネ選手権爆笑未公開集大人の都合で泣く泣く編集カットした超秘蔵ネタ全部見せ』 に出演。
- 12月25日、アイフルの「わんポチッと。」のCMに出演。RyokoとMisaによるアイドルユニットMarryDollが、セクシーな犬のコスチュームで歌って踊るおもしろダンスを公開。
- 12月29日、フジテレビ系列　『とんねるずのみなさんのおかげでした　細かすぎるモノマネ紅白で総勢65名芸人達の必勝ネタ＆奇跡コラボ大連発SP「細かすぎて伝わらない紅白モノマネ合戦」』に出演。

### 2012年
- 1月、「ハングル」能力検定試験3級に合格。
- 1月6日、ホームドラマチャンネル 『新大久保コチュジャンズ』#7に出演。レギュラーゲストとして韓国についてレクチャー。
- 1月20日、ホームドラマチャンネル 『新大久保コチュジャンズ』#9に出演。レギュラーゲストとして韓国についてレクチャー。
- 1月27日、ホームドラマチャンネル 『新大久保コチュジャンズ』#10に出演。レギュラーゲストとして韓国についてレクチャー。
- 2月10日、東アジア・大阪魅力発信キャンペーン事業の大阪府観光誘致PR映像に出演。中国 上海市「上海華亭賓館」でライブパフォーマンスを披露。
- 2月25日、男子キックボクシングイベント「Jawin presents ビッグバン・統一への道 〜其の八〜」（谷山ジム主催）ディファ有明でスペシャルサポーターとして出演。
- 4月27日、『春波胎動〜春のニューウェイヴ祭りその１』＠渋谷スターラウンジにてみょーちゃん 劇団として出演。
- 4月30日、MarryDoll ワンマンLIVE『今をMAX BET〜極太音祭〜』を吉祥寺CLUB SEATAで開催。
- 6月27日・28日、中国北京・国家会議センター開催された『北京フォーラム都市展示会』でライブパフォーマンスを披露。
- 7月8日、新潟にて初ライブ。『IDOL☆UNIVERSE in NIIGATA Vol.2』＠LIVE SPACE The PLANET niigataに出演。
- 8月4日・5日、『TOKYO IDOL FESTIVAL 2012』＠お台場・青海特設会場に初出演。「HOT STAGE」では裸祭り・「SKY STAGE」では放水祭りをし、「WONDER FUTURE PLANET」では裏グランドフィナーレを開催。
- 8月18日、MarryDoll プチワンマンLIVE『〜みさのすけの聖誕祭しちゃうのすけ！〜』を上野 BRASHで開催。
- 9月7日、みょーちゃん劇団 第5回公演『みょく道の妻たち』松竹芸能 新宿角座にて舞台。
- 9月29日、初MarryDoll主催イベントを開催。『正統派アイドルVSキワモノアイドルライブバトル2012秋』＠亀戸YANAGI
- 9月30日、2009年からの契約事務所「D-Mix Entertainment」との契約期間が終了し、フリーでの活動を開始。
- 10月2日、MarryDoll新ホームページ開設。http://marrydoll.jimdo.com/
- 11月4日、『〜MarryDoll presents〜大阪アイドル×アイドルDJ サンデーナイト!!』にて、約6年ぶりにDJを披露。
- 12月28日、フジテレビ系列　『とんねるずのみなさんのおかげでした　細かすぎて伝わらないモノマネ選手権』に出演。

### 2013年
- 1月19日、「MarryDoll」から「マリードール」への改名を発表。
- 2月13日、約2年ぶりとなる改名後初リリース曲『超無限可能性時代・ヒカリ射す方へ』をタワーレコード全国流通にて発売。
- 2月12日-17日、怒涛のインストアイベントにて『超無限可能性時代・ヒカリ射す方へ』1200枚を完売。
- 2月17日、『超無限可能性時代・ヒカリ射す方へ』が2月17日付けオリコンチャートデイリーランキングにて第25位、インディーズチャートにて第12位を獲得。
- 3月3日、街角美人presents Tokyo Fashion Collection(Zepp Divercity Tokyo)にゲスト出演。
- 3月20日、『マリードール Tour in OKINAWA』にて沖縄初上陸を果たす。
- 3月26日、twitterにて突然の解散発表。4月21日のワンマンライブを持っての活動終了を宣言。直後に『マリードール』がtwitterのホットワードに浮上。
- 4月18日、目黒FM『idol st@tion』にゲスト出演し、解散についての心境を語る。
- 4月21日、『マリードール ワンマンライブ2013〜今が思い出に変わるその瞬間〜』を開催。「マリードール」解散。
- 4月24日、体型改造のためキックボクシングを始める。
- 5月、Misaから芝田美沙へ改名し、女優、タレント業にシフトチェンジ。
- 5月12日、マリードールの元相方、中吉涼子がモデルをした個展『misaki「光写真展」〜アーティストとしての新たな挑戦〜会場：スペイスキッズ（青山）』に登場。
- 5月30日、facebookに アカウント を開設。
- 6月9日、アメーバブログに 新アカウント を開設。
- 7月19日、Misa's kitchenホームページ を開設。
- 8月2日、目黒FM『Sugar Candy』にゲスト出演。
- 8月4日、池尻大橋 FORZA NAPOLIにて1日限定オムライス店『第1回 Misa's Kitchen』を開店。
- 8月4日、Misa's kitchenホームページ にて、自らが独自に開発したオムライス用のブレンド米の通信販売を開始。
- 9月1日、池尻大橋 FORZA NAPOLIにて1日限定オムライス店『第2回 Misa's Kitchen』を開店。
- 9月13日、6月に新設したfacebookアカウントの友達登録が5,000人を超えるも、急激な友達増加がfacebookの利用規約に触れてしまい、アカウント停止、再発行を余儀なくされる。
- 9月19日-22日、TOKYO GAME SHOW2013 カプコンブースにて新作ゲーム『オトレンジャー』のピンクレンジャー役として出演。
- 10月3日、芝田美沙を頭の片隅0.1mm〜∞まで想ってくれる人の呼称を『のすけりあん』とすることを気まぐれで宣言し、ファン(のすけりあん)を驚かせる。浸透するのか、いつまで続くのかは不明。
- 10月11日、激しいアクションに体を張ってチャレンジした初主演作品『バーニングアクション スーパーヒロイン列伝 コードネーム ミネルバW』が発売。
- 12月26日、フジテレビ系列とんねるずのみなさんのおかげでした超豪華！男気＆モノマネ年末特大2時間半スペシャル 細かすぎて伝わらないモノマネ選手権にみょーちゃん劇団の一員として出演し、見事初優勝を飾る。

### 2014年
- 1月7日、ニコニコ生放送「中村愛の失礼ですが何か？」にゲスト出演。
- 1月24日、アクションヒロイン作品第2弾「バーニングアクション 磁力戦士マグナイザー RETURNS 2013」が発売。
- 2月2日、怪談芸人ありがとうぁみのYouTube怪談動画チャンネル【怪談ぁみ語】の公開収録イベント『ありがとうぁみのYouTube怪談チャンネル「怪談ぁみ語」ライブ』にMCとして出演。
- 2月10日、監督、脚本、振り付けを担当した、都内で活動しているカラフルでポップで平和なバンド「バブルこうせん」の初MV「ロマンチックチック」がYouTubeにて公開。
- 8月20日-24、た組。黒バラ的公演「腐海の花」（秋葉原ACT&B）[10]。

## ディスコグラフィー

### シングル
インディーズ
- Honey☆Tune〜天使に出会って〜（2008年9月20日、ダイキサウンド）

1. Honey☆Tune
2. Sunflue
3. Honey☆Tune(remix)
4. Honey☆Tune(instrumental)

- Honey☆Tune〜奇跡に出会って〜（2008年9月20日、ダイキサウンド）

1. Honey☆Tune
2. Sunflue
3. Sunflue(remix)
4. Sunflue(instrumental)

- YES!存在証明!（2010年5月21日、D-Mix Entertainment）

1. YES!存在証明!
2. きみと空〜Shiny Days〜
3. YES!存在証明!(instrumental)

- 走れ!全力少女/強引 Your Way（2011年2月9日、D-Mix Entertainment、両A面シングル）

1. 走れ!全力少女
2. 強引 Your Way
3. 走れ!全力少女(instrumental)
4. 強引 Your Way(instrumental)

プロモーションDVD付
- 超無限可能性時代・ヒカリ射す方へ（2013年2月13日、MRM music）

1. 超無限可能性時代
2. ヒカリ射す方へ
3. 超無限可能性時代(inst)
4. ヒカリ射す方へ(inst)

### アルバム
- SWEET&SMILE(2009年5月13日、D-Mix Entertainment)

DISK1 CD:
01. 大好きのヒミツ
02.バニラ〜永遠以上 そばにいて〜
03.想い・・・
04.Tell Me
05.Baby Star
06.Honey☆Tune
DISK2 DVD:
大好きのヒミツ〜プロモーションビデオ〜

### CD未収録曲
- 「To the future」女子プロボクシングイベント「TO THE FUTURE 〜未来へ〜vol.11〜トリプル女子世界タイトルマッチ　公式応援ソング
- 「君KissME」作詞：misa / 作曲：キムアス(バブルこうせん) / 編曲：MarryDoll
- 「なかなおりの唄」作詞：misa / 作曲：キムアス(バブルこうせん) / 編曲：MarryDoll
- 「君は魔法使い」作詞：misa / 作曲：キムアス(バブルこうせん) / 編曲：MarryDoll
- 「Love,Cherry」作詞：MarryDoll / 作曲：西川佐登志

### DVD
- 『天使と奇跡が出会ったとき』（2008年11月29日）
- 『YES!存在証明!プロモーションDVD』ピンク板・ブルー版（2010年8月7日、D-Mix Entertainment）
- 『音エモン PRESENTS マリードールハウス IN LIVE HOUSE クリスマススペシャル ライブDVD』(2011年1月29日）
- 『マリードール ラストLIVE in SHIBUYA REX 〜今が思い出に変わるその瞬間〜』(2013年5月）

## 単独ライブ
| 開催日         | 公演タイトル                                                                      | 会場                  | 備考                   |
| -------------- | --------------------------------------------------------------------------------- | --------------------- | ---------------------- |
| 2008年7月26日  | MarryDoll -1周年&涼子生誕祭イベント-                                              | 北堀江 club vijon     | 主催ライブ             |
| 2009年7月25日  | SWEET&SMILE                                                                       | 心斎橋 FAN J twice    | ワンマンライブ         |
| 2009年8月30日  | 夏合宿打ち上げだよ全員集合!                                                       | 目黒区 目黒食堂       | プチワンマン           |
| 2009年11月23日 |                                                                                   | 目黒区 目黒食堂       | プチワンマン           |
| 2010年4月10日  | 春よ来い！来い！濃い！プチワンマン☆〜いいことありそな、目黒食堂〜                 | 目黒区 目黒食堂       | プチワンマン           |
| 2010年8月7日   | REVLIMIT                                                                          | 麻布十番 WAREHOUSE702 | ワンマンライブ2010     |
| 2010年12月3日  | 音エモン PRESENTS マリードールハウス IN LIVE HOUSE クリスマススペシャル           | OSAKA MUSE            | ワンマンライブ2010大阪 |
| 2011年1月22日  | MarryDoll & Yooko プチツーマンライブ！ 〜Yooko ニューシングル発売記念スペシャル〜 | 目黒区 目黒食堂       | プチツーマン           |
| 2011年2月24日  | MarryDoll 新曲発売記念・強引/全力ライブ！                                         | 渋谷CLUB CRAWL        | CD購入者特典           |
| 2011年4月3日   | 音エモン PRESENTS MarryDoll Sweets & Live 2011 〜全力少女 全員集合!!〜            | 中津 ART COCKTAIL     | 女性限定無料ライブ     |
| 2011年12月3日  | Marry Doll プチワンマンLive リクエストスペシャル 〜MUSEじゃなくてごめんなさい〜   | 秋葉原ROCKET GATE     | プチワンマン           |
| 2012年4月30日  | Marry Doll ワンマンLIVE「今をMAX BET〜極太音祭〜」                                | 吉祥寺club SEATA      | ワンマンライブ2012     |
| 2012年4月30日  | Marry Doll プチワンマンLive〜みさのすけの聖誕祭しちゃうのすけ！〜                 | 上野 BRASH            | プチワンマンライブ     |
| 2012年9月29日  | 正統派アイドルVSキワモノアイドルライブバトル2012秋                                | 亀戸YANAGI            | 主催イベント           |
| 2012年11月4日  | 〜MarryDoll presents〜大阪アイドル×アイドルDJ サンデーナイト!!                    | 心斎橋WAX             | 主催イベント           |
| 2012年11月25日 | アイドル×芸人 ライブ魂2012                                                        | 吉祥寺SEATA           | 主催イベント           |
| 2012年12月30日 | 今年のことは今年のうちに！年末アイドル感謝祭ライブ！                              | 初台Doors             | 主催イベント           |
| 2013年2月6日   | マリードール×SPLASH ツーマンライブ                                                | 渋谷CRAWL             | ツーマンライブ         |
| 2013年2月27日  | マリードール × UP's infnity ツーマンライブ                                        | 渋谷CRAWL             | ツーマンライブ         |
| 2013年3月20日  | マリードール Tour in OKINAWA                                                      | 沖縄Out put           |                        |
| 2013年4月21日  | マリードール ワンマンライブ2013〜今が思い出に変わるその瞬間〜                     | SHIBUYA-REX           | 解散ライブ             |

## メディア出演

### テレビ
- ウキ→ビジュ(中京テレビ:2008年10月2日)
- ぐっじょぶ!(サンテレビ:2008年11月9日)
- ミューパラ特区 (ABC朝日放送：2009年5月 エンディングテーマ曲:大好きのヒミツ、2009年5月28日：ゲストコメント出演)
- ぽじボジたまご (KBS京都:2009年6月29日 生放送)
- サタ☆テン (NHK名古屋:2009年10月17日 生放送)
- マン☆テン (NHK名古屋：2009年10月19日)
- アニソ〜ンぷらす(テレビ東京：2009年11月16日)
- お笑いワイドショー マルコポロリ! (関西テレビ:2010年6月13日 ゲスト出演)
- ミュージャック (関西テレビ:2010年8月5日 ゲスト出演)
- BOOM THE K-POP（Mnet：2011年7月14日）
- とんねるずのみなさんのおかげでした（フジテレビ：2011年10月6日、11月3日、12月29日）
- 新大久保コチュジャンズ#7（ホームドラマチャンネル：2012年1月6日）
- 新大久保コチュジャンズ#9（ホームドラマチャンネル：2012年1月20日）
- 新大久保コチュジャンズ#10（ホームドラマチャンネル：2012年1月27日）
- TIF2012総集編4 時間SP（CS放送 フジテレビNEXT.：2012年9月8日）
- アイドル界隈（テレビ愛知：2012年9月30日、2012年10月5日）
- Music Japan TV（スカパー!CS音楽専門チャンネル：2012年11月10日）
- とんねるずのみなさんのおかげでした 細かすぎて伝わらないモノマネ選手権（フジテレビ系列：2012年12月28日）
- BS吉テレ　デジタルコンテンツ部「デジ魂」（BS日テレ：2013年9月30日）
- とんねるずのみなさんのおかげでした超豪華！男気＆モノマネ年末特大2時間半スペシャル 細かすぎて伝わらないモノマネ選手権（フジテレビ系列：2013年12月26日）

レギュラー番組
- アイドルスナイパー1・2-平成アイドル図鑑-（テレビ大阪:スカパー!ビクトリーチャンネル:2009年4月 - 2010年3月）
- アイドルスナイパー3-平成アイドル図鑑-（テレビ大阪:スカパー!ビクトリーチャンネル:2010年4月 - 2010年9月 メインMC レギュラー出演）
- 音エモン (関西テレビ:2010年10月 - 2011年3月 レギュラー出演)

### CM
- アイフル「わんポチっと。」

### ラジオ
- アイドルサイドを歩け!!〜Walk On The Idol Side〜(Kiss-FM KOBE:アメリカ村TVにて映像配信：2008年7月 - 2009年1月)
- その他多数出演

### WEB
- 一緒に食べよ♪（あっ!とおどろく放送局：2010年10月11日）
- 一緒に育てよ♪ふれ愛ドル月曜（あっ!とおどろく放送局：2010年10月11日 ゲスト出演）
- 一緒に育てよ♪ふれ愛ドル金曜（あっ!とおどろく放送局：2011年2月11日 ゲスト出演）
- 柚原凪の『シャカリキ!きゅあコレクション』（あっ!とおどろく放送局：2011年2月22日 ゲスト出演）
- 笑顔を求めて 〜一人でも多くの応援メールを!!〜（あっ!とおどろく放送局：2011年3月18日 メインMC）東日本大震災緊急特別番組
- 見たい!出たい!作りたい!（あっ!とおどろく放送局：2011年3月19日）
- 一緒に食べよ♪土曜日（あっ!とおどろく放送局：2011年4月2日- メインMC）
- 見たい!出たい!作りたい!（あっ!とおどろく放送局：2011年4月2日- メインMC）
- キミ推しアイドルを探せ！（アイドルパパラッチ：2012年12月6日）

### 新聞・雑誌・書籍
- 日刊ゲンダイ大阪版夕刊（2008年10月24日 インタビュー）
- Cure Mani 創刊号（2009年10月15日 インディーズアイドル情報誌）
- 週刊プレイボーイ（2009年11月9日 リアル系アイドル特集）
- 産経新聞大阪府下朝刊（2010年10月9日 船場まつりPR）
- W100 LIVEアイドル（2010年11月30日、サエキけんぞう著、シンコーミュージック・エンタテイメント）
- リアル系アイドル図鑑（2011年4月11日）
- スポーツ報知（東京本社・大阪本社版）（2012年1月16日 アイフル「わんポチっと。」）
- スポーツニッポン全国版（東京本社・西部本社・北海道支社・大阪本社版）（2012年1月16日 アイフル「わんポチっと。」）
- サンケイスポーツ（東京本社・大阪本社版）（2012年1月16日 アイフル「わんポチっと。」）
- 日刊スポーツ全国版（東京本社・西部本社・北海道支社・大阪本社版）（2012年1月17日 アイフル「わんポチっと。」）
- デイリースポーツ大阪本社版（2012年1月18日 アイフル「わんポチっと。」）
- TRASH-UP!! vol.15（2013年5月19日 マリードール最後のロングインタビュー掲載）